# Olivier Dokunengo
Olivier Dokunengo (ur. 4 września 1979) – piłkarz nowokaledoński grający na pozycji pomocnika. Jest zawodnikiem klubu AS Le Mont-Dore.

## Kariera klubowa
Douknengo jest zawodnikiem klubu AS Le Mont-Dore.

## Kariera reprezentacyjna
W reprezentacji Nowej Kaledonii Dokunengo zadebiutował w 2003 roku. W 2012 roku wystąpił w Pucharze Narodów Oceanii 2012. Z Nową Kaledonią zajął drugie miejsce i był na tym turnieju podstawowym zawodnikiem swojej reprezentacji.